# Calocarcelia minima
Calocarcelia minima är en tvåvingeart som beskrevs av Thompson 1964. Calocarcelia minima ingår i släktet Calocarcelia och familjen parasitflugor. Inga underarter finns listade.